# Puntos de vista políticos de Albert Einstein

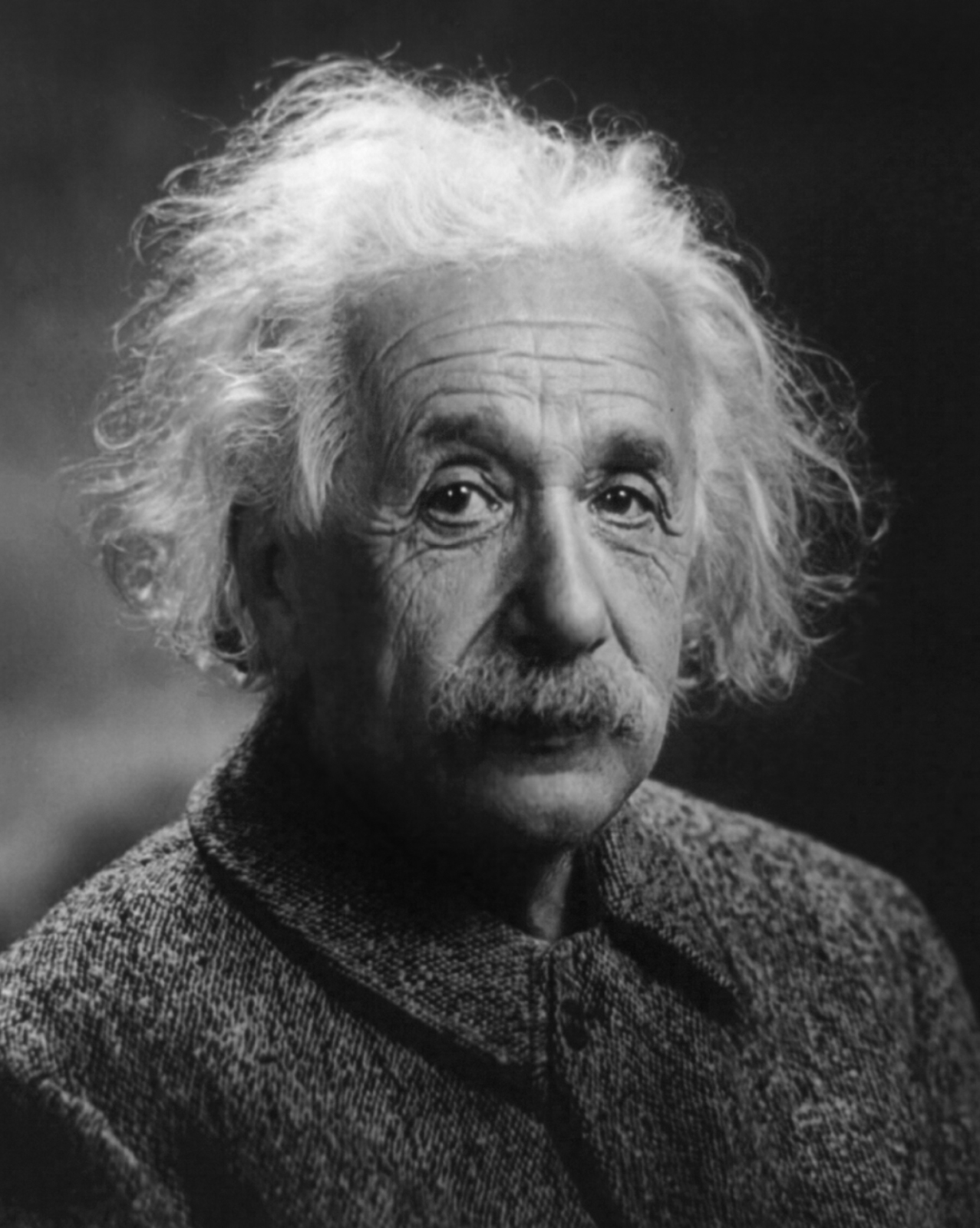
Einstein, 1947 (68 años)

Albert Einstein fue conocido principalmente en vida por su desarrollo de la teoría de la relatividad y su trabajo en el campo de la física en general. Sin embargo, sus opiniones políticas fueron de interés público a mediados del siglo XX debido a su fama y a su participación en proyectos políticos, humanitarios y académicos en todo el mundo.
Einstein fue un activista por la paz y un firme defensor del federalismo global y del derecho mundial. Era partidario del socialismo, sobre todo en sus últimos años, detallando sus opiniones económicas en un artículo de 1949 titulado "¿Por qué el socialismo?" para la Monthly Review. Su posición visible en la sociedad le permitió hablar y escribir con franqueza, incluso de forma provocativa, en una época en la que muchas personas eran silenciadas en Europa debido al ascenso del nazismo en Alemania. Einstein, judío asquenazí, se oponía firmemente a las políticas del gobierno nazi; poco después del estallido de la Segunda Guerra Mundial, se trasladó a Estados Unidos y se convirtió en ciudadano estadounidense en 1940. Tras su traslado, se opuso con frecuencia al maltrato de los afroamericanos en todo el país y también colaboró con varias organizaciones de derechos civiles. Einstein fue un destacado partidario del sionismo laborista para Israel, y también abogó por la cooperación árabe-judía tras el estallido del conflicto árabe-israelí.

## Alemania
Nacido en Ulm, Einstein fue ciudadano alemán desde su nacimiento. A medida que crecía, el pacifismo de Einstein chocaba a menudo con las opiniones militantes del Imperio Alemán de la época. A los 17 años, Einstein renunció a su ciudadanía alemana y se trasladó a Suiza para asistir a la universidad. La pérdida de la ciudadanía de Einstein le permitió evitar el servicio militar, que se ajustaba a sus opiniones pacifistas. En respuesta al Manifiesto de los 93, firmado por 93 destacados intelectuales alemanes, entre ellos Max Planck, en apoyo del esfuerzo bélico alemán, Einstein y otros tres escribieron un contramanifiesto.
Einstein aceptó un puesto en la Universidad de Berlín en 1914 y regresó a Alemania, donde pasó el resto de la Primera Guerra Mundial. Einstein también recuperó la nacionalidad alemana. En los años posteriores a la guerra, Einstein se mostró muy activo en su apoyo a Alemania. En 1918, Einstein fue uno de los miembros fundadores del Partido Democrático Alemán, un partido liberal.: 83  En 1921, Einstein se negó a asistir al tercer Congreso de Solvay en Bélgica, ya que sus compatriotas alemanes fueron excluidos. En 1922, Einstein se unió a un comité patrocinado por la Sociedad de Naciones, pero se marchó rápidamente cuando la Sociedad se negó a actuar ante la ocupación del Ruhr por parte de Francia en 1923. Como miembro de la Liga Alemana de Derechos Humanos, Einstein se esforzó por reparar las relaciones entre Alemania y Francia.

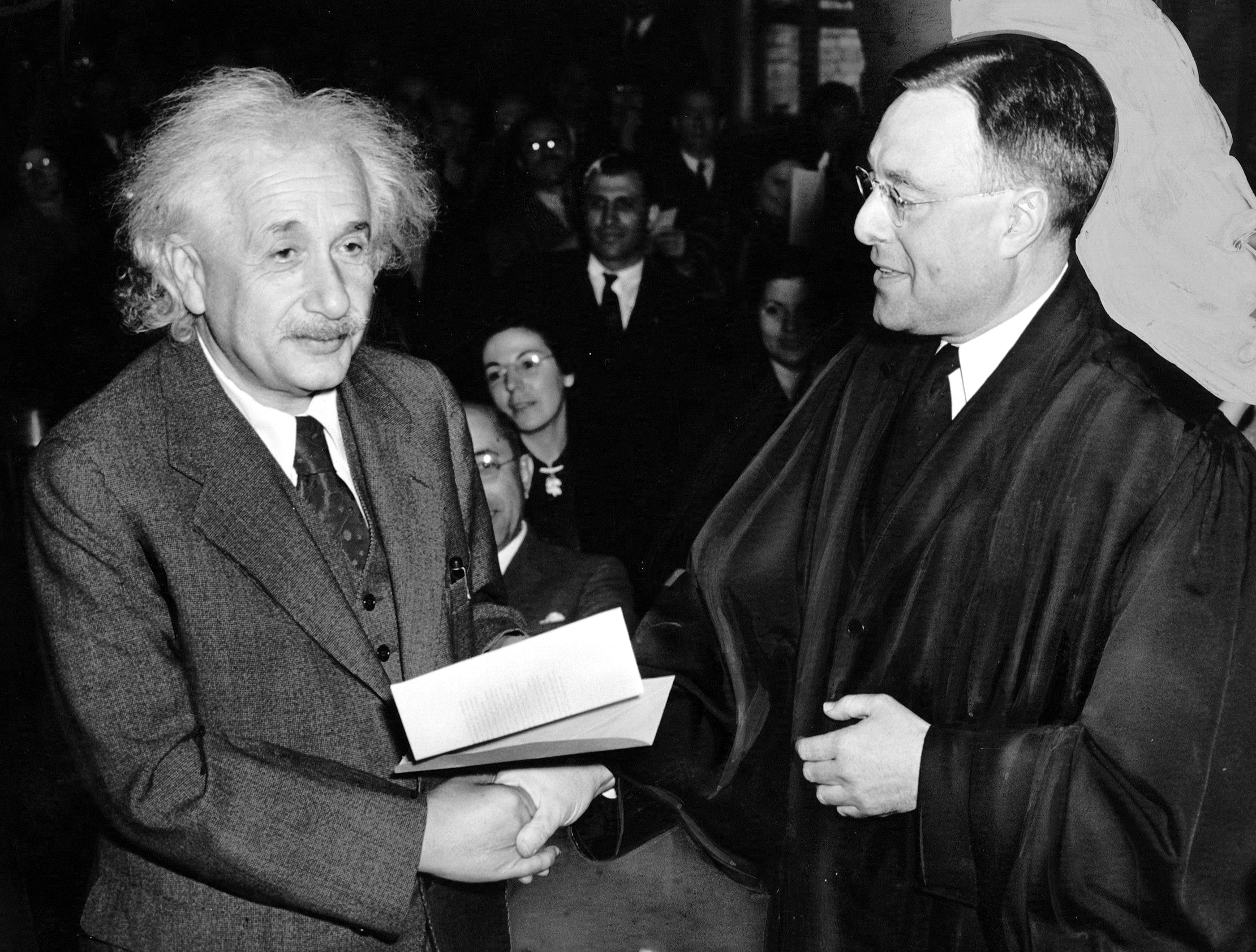
Einstein recibió su certificado de ciudadanía estadounidense de manos del juez Phillip Forman en 1940. Conservó su ciudadanía suiza.

Einstein se trasladó a Estados Unidos en diciembre de 1932, donde trabajó en el Instituto Tecnológico de California en Pasadena (California) y dio una conferencia en el recién fundado Institute for Advanced Study de Abraham Flexner en Princeton (Nueva Jersey). Einstein renunció a su ciudadanía alemana en 1933 debido al ascenso de Adolf Hitler y el Partido Nacionalsocialista Obrero Alemán.
Durante la década de 1930 y hasta la Segunda Guerra Mundial, Einstein escribió declaraciones juradas recomendando visados para los judíos europeos que trataban de huir de la persecución y presionó para que las normas de inmigración fueran menos estrictas.  Recaudó dinero para organizaciones sionistas y fue, en parte, responsable de la creación en 1933 del Comité Internacional de Rescate.

Tras el fin de la Segunda Guerra Mundial y la salida de los nazis del poder, Einstein se negó a relacionarse con Alemania. Einstein rechazó varios honores que le concedió Alemania, ya que no podía perdonar a los alemanes por el Holocausto, en el que fueron asesinados seis millones de sus compañeros judíos. En 1944 Einstein declaró:
"Detrás del partido nazi está el pueblo alemán, que eligió a Hitler después de que éste, en su libro y en sus discursos, dejara claras sus vergonzosas intenciones más allá de la posibilidad de malentendidos". 
Sin embargo, Einstein volvió a visitar Alemania en un viaje a Europa en 1952.

## Derechos civiles
Einstein fue un defensor de los derechos civiles y utilizó su notoriedad para condenar la discriminación estadounidense. Cuando llegó a Estados Unidos, se opuso al maltrato de los afroamericanos. Einstein, que había sufrido una fuerte discriminación antisemita en la Alemania anterior a la Segunda Guerra Mundial, colaboró con varios de los principales activistas de los derechos civiles y organizaciones de derechos civiles (como la sección de Princeton de la National Association for the Advancement of Colored People) para exigir la igualdad y denunciar el racismo y la segregación.
Cuando a la cantante afroamericana y defensora de los derechos civiles Marian Anderson se le negaron habitaciones en hoteles y se le prohibió comer en restaurantes públicos, Einstein la invitó a su casa. Después de una sangrienta revuelta racial en 1946, en la que 500 policías estatales con metralletas atacaron y destruyeron prácticamente todos los negocios propiedad de negros en una zona de cuatro manzanas en Tennessee y arrestaron a 25 hombres negros por intento de asesinato, Einstein se unió a Eleanor Roosevelt, Langston Hughes y Thurgood Marshall para luchar por la justicia para los hombres. Más tarde, 24 de los 25 acusados fueron absueltos.
En 1946, viajó a la Universidad Lincoln de Pensilvania, el alma mater de Langston Hughes y Thurgood Marshall y la primera escuela de Estados Unidos en conceder títulos universitarios a los negros. En Lincoln, Einstein recibió un título honorífico y dio una conferencia sobre la relatividad a los estudiantes de la universidad.
Cuando dos parejas negras fueron asesinadas en Monroe, Georgia y no se hizo justicia, Einstein se sintió tan indignado que prestó su protagonismo a la Cruzada Americana para acabar con los linchamientos del actor y activista Paul Robeson y escribió una carta al presidente Truman pidiendo el procesamiento de los linchadores y la aprobación de una ley federal contra los linchamientos. Cuando Robeson fue incluido en la lista negra por su activismo contra el racismo, de nuevo fue Einstein quien abrió su casa a su viejo amigo de 20 años.

En 1931, Einstein se unió al comité de Theodore Dreiser para protestar por la injusticia sufrida por los Scottsboro Boys, un grupo de adolescentes afroamericanos condenados por violación por un jurado totalmente blanco. En 1946, Einstein también apoyó a Willie McGee, un aparcero negro de Mississippi que fue condenado a muerte tras ser acusado de violar a una mujer blanca. Escritos entre octubre de 1922 y marzo de 1923, los diarios de viaje de Einstein publicados en 2018 contienen comentarios que han sido calificados de racistas y xenófobos. Señala cómo los:
"chinos no se sientan en bancos mientras comen, sino que se ponen en cuclillas como los europeos cuando hacen sus necesidades en los frondosos bosques. Todo esto ocurre en silencio y con recato. Incluso los niños no tienen espíritu y parecen obtusos".
Después de escribir anteriormente sobre la "abundancia de crías" y la "fecundidad" de los chinos, continúa diciendo:
"Sería una pena que estos chinos suplantaran a todas las demás razas. Para nosotros, la mera idea es indeciblemente lúgubre".
La percepción que Einstein tiene de los japoneses que conoce es más positiva:
"Japoneses poco ostentosos, decentes, en conjunto muy atractivos"
Escribe:
"Almas puras como en ningún otro lugar entre la gente. Uno tiene que amar y admirar este país".
Einstein fue uno de los miles de firmantes de la petición de Magnus Hirschfeld contra el párrafo 175 del código penal alemán, que condenaba la homosexualidad. La petición circuló durante más de treinta años en los círculos intelectuales gracias a la actividad del Comité Científico-Humanitario de Hirschfeld, que recogió muchas firmas de miembros judíos de la élite intelectual alemana.
Einstein se oponía a la violencia contra los animales, por lo que pensaba que había que "abrazar a todas las criaturas vivas". También simpatizaba con la idea del vegetarianismo. Los últimos indicios, una carta escrita a Hans Mühsam, fechada el 30 de marzo de 1954, sugieren que Einstein fue vegetariano durante el último año de su vida, aunque parece haber apoyado la idea durante muchos años antes de practicarla él mismo. En esta carta Einstein afirma que se sentía bastante bien comiendo comida vegetariana y que "el hombre no ha nacido para ser carnívoro". En otra carta escribió un año antes "Siempre he comido carne de animal con un poco de mala conciencia".

## Sionismo
Einstein fue un destacado partidario del sionismo laborista y de los esfuerzos por fomentar la cooperación judeo-árabe.  En 1938, Einstein explicó:

"En esta hora hay que destacar una cosa, por encima de todo: El judaísmo tiene una gran deuda de gratitud con el sionismo. El movimiento sionista ha revivido entre los judíos el sentido de comunidad. Ha llevado a cabo una labor productiva que supera todas las expectativas que cualquiera podría albergar. Esta labor productiva en Palestina, a la que han contribuido judíos abnegados de todo el mundo, ha salvado a un gran número de nuestros hermanos de la mayor necesidad". 

Einstein apoyaba la creación de una patria nacional judía en el mandato británico de Palestina, pero se oponía a la idea de un Estado judío "con fronteras, un ejército y una medida de poder temporal".: 33  Según Marc Elis, Einstein se declaraba un ser humano, un judío, un opositor al nacionalismo y un sionista; apoyaba la idea de una patria judía en Palestina, pero hasta el verano de 1947 la concebía como un estado binacional con "organizaciones mixtas, administrativas, económicas y sociales de funcionamiento continuo".
Mucho antes de la aparición de Hitler hice mía la causa del sionismo porque a través de ella vi un medio de corregir un flagrante error.... El pueblo judío ha estado durante siglos en la anómala posición de ser victimizado y acosado como pueblo, aunque desprovisto de todos los derechos y protecciones que normalmente tiene incluso el pueblo más pequeño... El sionismo ofrecía el medio de acabar con esta discriminación. Mediante el regreso a la tierra a la que estaban vinculados por estrechos lazos históricos... los judíos buscaban abolir su condición de parias entre los pueblos... El advenimiento de Hitler subrayó con una lógica salvaje todas las implicaciones desastrosas que contenía la situación anormal en la que se encontraban los judíos. Millones de judíos perecieron... porque no había ningún lugar en el mundo donde pudieran encontrar santuario... Los supervivientes judíos exigen el derecho a habitar entre hermanos, en el antiguo suelo de sus padres". Carta a Jawaharlal Nehru, Primer Ministro de la India, 13 de junio de 1947

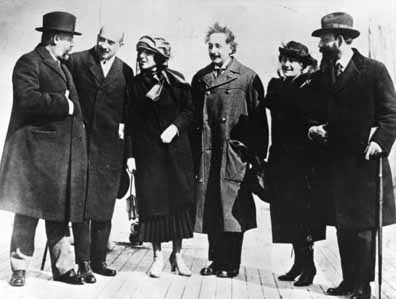
Albert Einstein con su esposa Elsa Einstein y líderes sionistas, entre ellos el futuro presidente de Israel Jaim Weizmann, su esposa Vera Weizmann, Menahem Ussishkin y Ben-Zion Mossinson a su llegada a Nueva York en 1921.

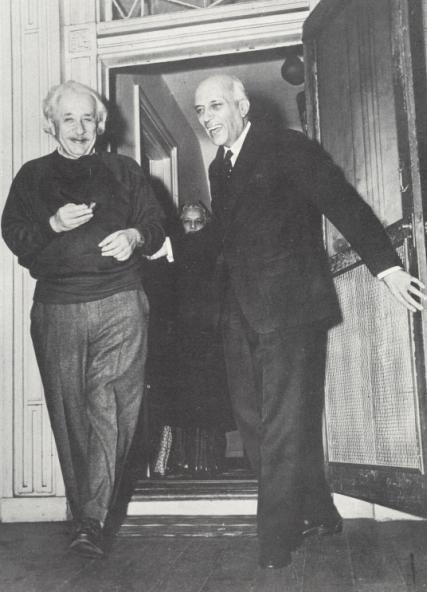
Albert Einstein con Jawaharlal Nehru en Princeton (Nueva Jersey).

Sus discursos y conferencias sobre el sionismo fueron publicados en 1931 por The Macmillan Company y once de estos ensayos fueron recogidos en un libro de 1933 titulado Mein Weltbild y traducido al inglés como The World as I See It ("El mundo como yo lo veo"); el prólogo de Einstein dedica la colección "a los judíos de Alemania". Ante el creciente militarismo de Alemania, Einstein escribió y habló en favor de la paz.

Einstein manifestó públicamente sus reservas sobre la propuesta de dividir el mandato británico de Palestina en países árabes y judíos independientes. En un discurso de 1938, "Our Debt to Zionism" ("Nuestra deuda con el sionismo"), dijo:
Preferiría ver un acuerdo razonable con los árabes sobre la base de la convivencia en paz que la creación de un Estado judío. Mi conciencia de la naturaleza esencial del judaísmo se resiste a la idea de un Estado judío con fronteras, un ejército y una medida de poder temporal, por modesta que sea. Temo el daño interno que sufrirá el judaísmo, especialmente por el desarrollo de un nacionalismo estrecho dentro de nuestras propias filas, contra el que ya hemos tenido que luchar fuertemente, incluso sin un estado judío. ... Si la necesidad externa nos obliga, después de todo, a asumir esta carga, llevémosla con tacto y paciencia.
Sus actitudes eran matizadas: En su testimonio ante el Comité de Investigación Anglo-Americano en enero de 1946, Einstein declaró que no estaba a favor de la creación de un estado judío, Mientras que en una carta de 1947 al primer ministro indio Jawaharlal Nehru, destinada a persuadir a la India de que apoyara los objetivos sionistas de establecer una patria judía en Palestina, Einstein afirmó que la propuesta de la Declaración Balfour de establecer un hogar nacional para los judíos en Palestina "restablece el equilibrio" de la justicia y la historia, afirmando que:
"al final de la Primera Guerra Mundial, los aliados dieron a los árabes el 99% de los vastos y despoblados territorios liberados de los turcos para satisfacer sus aspiraciones nacionales y se establecieron cinco estados árabes independientes. El 1% se reservó para los judíos en su tierra de origen".
Einstein seguía apoyando firmemente la inmigración judía ilimitada a Palestina. Al final, las Naciones Unidas recomendaron la división del mandato y la creación de un Estado judío, y la guerra árabe-israelí de 1948 estalló al finalizar el mandato. Einstein fue uno de los autores de una carta abierta al New York Times en 1948 donde criticó profundamente al Partido Herut (Libertad) de Menachem Begin por la masacre de Deir Yassin atribuida a "bandas terroristas", (Einstein, 1948) y comparó a Herut con "los partidos nazi y fascista". Afirmó además que:
"el incidente de Deir Yassin ejemplifica el carácter y las acciones del Partido de la Libertad".
Einstein dijo del partido que:
"Hoy hablan de libertad, democracia y antiimperialismo... Es en sus acciones donde el partido terrorista traiciona su verdadero carácter"
Al tiempo que criticaba al Irgun calificándolo de "organización terrorista, derechista y chovinista". Cuando el presidente Harry Truman reconoció a Israel en mayo de 1948, Einstein lo declaró "el cumplimiento de nuestros sueños (judíos)". Einstein también apoyó al Partido Progresista del vicepresidente Henry Wallace durante las elecciones presidenciales de 1948, que también defendía una política exterior pro-soviética y pro-Israel.
Einstein formó parte del Consejo de Administración de la Universidad Hebrea de Jerusalén. En su testamento de 1950, Einstein legó los derechos literarios de sus escritos a la Universidad Hebrea, donde muchos de sus documentos originales se conservan en los Archivos Albert Einstein.

Cuando el presidente israelí Chaim Weizmann murió en 1952, se le pidió a Einstein que fuera el segundo presidente de Israel, pero declinó, declarando que no tenía "ni la capacidad natural ni la experiencia para tratar con seres humanos". Escribió:
"Estoy profundamente conmovido por la oferta de nuestro Estado de Israel, y a la vez entristecido y avergonzado por no poder aceptarla".

## Política de la Guerra Fría
Cuando era una figura visible que trabajaba contra el ascenso del nazismo, Einstein había buscado ayuda y desarrollado relaciones de trabajo tanto en Occidente como en lo que sería el bloque soviético. Tras la Segunda Guerra Mundial, la enemistad entre los antiguos aliados se convirtió en un problema muy serio para las personas con currículos internacionales. Para empeorar las cosas, durante los primeros días del macartismo, Einstein escribía sobre un gobierno mundial único creyendo que:
"nunca podrá haber un acuerdo completo sobre el control internacional y la administración de la energía atómica o sobre el desarme general mientras no se modifique el concepto tradicional de soberanía nacional".
John Edgar Hoover, el primer director de la Oficina Federal de Investigación, promovió una carta de la Woman Patriot Corporation en la que se acusaba a Einstein de radicalismo de izquierdas y se imploraba al gobierno que le prohibiera la entrada en Estados Unidos. Hoover acusó a Einstein de ser prosoviético. Sin embargo, Einstein denunció a la Unión soviética y en una carta dijo que:
"parece haber una completa supresión del individuo y de la libertad de expresión".
En un artículo de Monthly Review de 1949 titulado Why Socialism?, Albert Einstein describió la sociedad capitalista caótica, una fuente de maldad que hay que superar, como la "fase depredadora del desarrollo humano" (Einstein, 1949). 
Junto con Albert Schweitzer y Bertrand Russell, Einstein presionó para detener las pruebas nucleares y las futuras bombas. Días antes de su muerte, Einstein firmó el Manifiesto Russell-Einstein, que dio lugar a las Conferencias Pugwash sobre Ciencia y Asuntos Mundiales. En él se alertaba de la peligrosidad de la proliferación del armamento nuclear y solicitaban a los líderes mundiales buscar soluciones pacíficas a los conflictos internacionales. 

Cuando el anciano W. E. B. Du Bois fue acusado de ser un espía comunista, Einstein se ofreció como testigo y el caso fue desestimado poco después. La amistad de Einstein con el activista Paul Robeson, con quien fue copresidente de la Cruzada Americana para Acabar con los Linchamientos, duró veinte años. En 1953, en una carta a Rose Russell, miembro del Sindicato de Maestros de la Ciudad de Nueva York, Einstein describió las audiencias de McCarthy como:
"la utilización de personas como herramientas para la persecución de otras que se quieren etiquetar como 'no ortodoxas'".
Einstein consideraba que el senador Joseph McCarthy era un peligro para la libertad intelectual y académica. En 1953, William Frauenglass, un profesor de escuela de la ciudad de Nueva York que, habiendo sido llamado a declarar, se negó y se enfrentó al despido de su puesto, escribió a Einstein en busca de apoyo. En su respuesta, Einstein afirmó:
"Los políticos reaccionarios han conseguido infundir en el público la sospecha de todos los esfuerzos intelectuales colgando ante sus ojos un peligro procedente del exterior. Habiendo tenido éxito hasta ahora, proceden ahora a suprimir la libertad de cátedra y a privar de sus puestos a todos los que no se muestren sumisos, es decir, a matarlos de hambre."
Aconsejó Einstein:
"Todo intelectual que sea llamado ante uno de los comités debe negarse a declarar, es decir, debe estar preparado para la cárcel y la ruina económica, en definitiva, para el sacrificio de su bienestar personal en aras del bienestar cultural de su país."
Einstein concluyó:
"Si hay suficientes personas dispuestas a dar este grave paso, tendrán éxito. Si no, los intelectuales de este país no merecen nada mejor que la esclavitud que se les pretende imponer."
En 1946, Einstein colaboró con el rabino Israel Goldstein, el heredero de la Universidad de Middlesex, C. Ruggles Smith, y el abogado activista George Alpert en la Fundación Albert Einstein para el Aprendizaje Superior, que se formó para crear una universidad secular patrocinada por judíos, abierta a todos los estudiantes, en los terrenos de la antigua Universidad de Middlesex en Waltham (Massachusetts). Se eligió Middlesex en parte porque era accesible desde Boston y Nueva York, centros culturales judíos de Estados Unidos. Su visión era una universidad:
"profundamente consciente tanto de la tradición hebrea de la Torá, que considera la cultura como un derecho de nacimiento, como del ideal estadounidense de una democracia educada"."
Sin embargo, la colaboración fue tormentosa. Cuando Einstein quiso nombrar al economista británico Harold Laski como presidente de la universidad, George Alpert escribió que Laski era:
"un hombre completamente ajeno a los principios democráticos estadounidenses, empañado por la brocha comunista". 
Einstein retiró su apoyo a la universidad y prohibió el uso de su nombre, que se inauguró en 1948 como Universidad de Brandeis. En 1953, Brandeis ofreció a Einstein un título honorífico, que éste rechazó.

## Socialismo
En 1918, Einstein fue uno de los miembros fundadores del Partido Democrático Alemán, un partido liberal.: 83  Sin embargo, más adelante en su vida, Einstein estaba a favor del socialismo y en oposición al capitalismo. En su ensayo de 1949 "Why socialism?", escribió:
Estoy convencido de que sólo hay una manera de eliminar estos graves males, a saber, mediante el establecimiento de una economía socialista, acompañada de un sistema educativo orientado a objetivos sociales. En una economía así, los medios de producción son propiedad de la propia sociedad y se utilizan de forma planificada. Una economía planificada, que ajusta la producción a las necesidades de la comunidad, distribuiría el trabajo a realizar entre todos los que puedan trabajar y garantizaría un medio de vida a cada hombre, mujer y niño. La educación del individuo, además de promover sus propias capacidades innatas, trataría de desarrollar en él el sentido de la responsabilidad para con sus semejantes en lugar de la glorificación del poder y del éxito en nuestra sociedad actual.
Las opiniones de Einstein sobre los bolcheviques cambiaron con el tiempo. En 1925, los criticó por no tener un "sistema de gobierno bien regulado" y calificó su gobierno como un "régimen de terror y una tragedia en la historia de la humanidad". Más tarde adoptó una visión más equilibrada, criticando sus métodos pero alabando sus objetivos, como demuestra su comentario de 1929 sobre Lenin:
"Honro a Lenin como un hombre que se sacrificó completamente y dedicó toda su energía a la realización de la justicia social. No considero que sus métodos sean prácticos, pero una cosa es cierta: los hombres de su tipo son los guardianes y restauradores de la conciencia de la humanidad."
Rowe traduce el comienzo de la segunda frase como "No encuentro sus métodos aconsejables". En 1949, Einstein declaró:
"La consecución del socialismo requiere la solución de algunos problemas sociopolíticos extremadamente difíciles: ¿cómo es posible, en vista de la amplia centralización del poder político y económico, evitar que la burocracia se vuelva omnipotente y prepotente? ¿Cómo se pueden proteger los derechos del individuo y asegurar así un contrapeso democrático al poder de la burocracia?".
Einstein tenía en alta estima el georgismo (llamado así por el economista político Henry George) y escribió en 1934:
"No se puede imaginar una combinación más hermosa de agudeza intelectual, forma artística y ferviente amor a la justicia."
Dados los vínculos de Einstein con Alemania y el sionismo, sus ideales socialistas y su relación con figuras comunistas, la Oficina Federal de Investigación de Estados Unidos mantuvo un archivo sobre Einstein que llegó a tener 1.427 páginas.

## Internacionalismo
Desde la década de 1930 y hasta su muerte en la de 1950, uno de los principales objetivos de la labor política de Einstein fue promover la cooperación internacional. Promovió la creación de una nueva organización mundial que sustituyera a la Sociedad de las Naciones y abogó por reformar la Organización de las Naciones Unidas una vez creada.

También estaba a favor del federalismo mundial. Escribió cientos de cartas, discursos, concedió entrevistas y defendió directamente el tema del internacionalismo de diversas formas. En una carta a la Asamblea General de las Naciones Unidas escribió:
El método de representación en las Naciones Unidas debería modificarse considerablemente. El método actual de selección por designación gubernamental no deja ninguna libertad real a la persona designada. Además, la selección por parte de los gobiernos no puede dar a los pueblos del mundo la sensación de estar representados de forma justa y proporcional. La autoridad moral de las Naciones Unidas aumentaría considerablemente si los delegados fueran elegidos directamente por el pueblo. Si fueran responsables ante un electorado, tendrían mucha más libertad para seguir su conciencia. Así podríamos esperar más estadistas y menos diplomáticos.
En 1951, Einstein escribió que las Naciones Unidas eran:
"una mera organización de delegados de los gobiernos nacionales y no de individuos independientes que, guiados únicamente por sus convicciones personales, representan a las poblaciones de los distintos países. Además, las decisiones de las Naciones Unidas no tienen fuerza vinculante para ningún gobierno nacional; tampoco existe ningún medio concreto por el que estas decisiones puedan aplicarse realmente."
Einstein escribió en 1947 que "con todo mi corazón creo que el sistema mundial actual" sólo conducirá:
"a la barbarie, la guerra y la inhumanidad y que sólo el derecho mundial puede asegurar el progreso hacia una humanidad civilizada y pacífica".

## Guerra y pacifismo

Caricatura de Einstein, en la que aparece despojándose de sus alas de "Pacifismo" y levantando una espada con la etiqueta "Preparación" en respuesta a una Alemania cada vez más hostil (alrededor de 1933)

Einstein fue un pacifista de toda la vida y creía que las guerras obstaculizaban el progreso humano. Creía que las guerras eran el resultado de las tendencias agresivas naturales que se encuentran en todos los organismos y que los objetivos y las causas de la guerra eran simplemente la justificación de estas tendencias. Abogaba por la creación de una organización supranacional que hiciera imposible la guerra en Europa como lo era entre los antiguos reinos que componían el Imperio Alemán. Einstein estaba horrorizado por la destrucción causada por la Primera Guerra Mundial y promovió lo que denominó el "plan del dos por ciento". Según este plan, las naciones no podrían hacer la guerra si uno de cada 50 hombres se negara a servir en el ejército.

A pesar de estas opiniones, tras la llegada al poder de Adolf Hitler, Einstein se convirtió en un firme defensor de la preparación, reconociendo los peligros de que la Alemania nazi obtuviera una ventaja sobre los aliados occidentales. Alarmado por las ambiciones territoriales de Hitler, Einstein animó activamente a los belgas a alistarse en el ejército para proteger la civilización europea. Explicó el cambio de su perspectiva en 1941:
En los años veinte, cuando no existían dictaduras, yo defendía que negarse a ir a la guerra la haría improcedente. Pero en cuanto aparecieron condiciones coercitivas en ciertas naciones, consideré que eso debilitaría a las naciones menos agresivas frente a las más agresivas.
Einstein justificó su carta al presidente Franklin D. Roosevelt recomendando la fabricación de una bomba atómica escribiendo:
...parecía probable que los alemanes estuvieran trabajando en el mismo problema con todas las perspectivas de éxito. No tenía otra alternativa que actuar como lo hice, aunque siempre he sido un pacifista convencido. (énfasis en el original)
Cuando se le preguntó sobre esta posición, Einstein escribió:
No he dicho que sea un pacifista absoluto, sino que siempre he sido un pacifista convencido. Aunque soy un pacifista convencido, hay circunstancias en las que creo que el uso de la fuerza es apropiado, a saber, frente a un enemigo incondicionalmente empeñado en destruirme a mí y a mi pueblo. ... Soy un pacifista convencido pero no absoluto; esto significa que me opongo al uso de la fuerza bajo cualquier circunstancia, excepto cuando me enfrento a un enemigo que persigue la destrucción de la vida como un fin en sí mismo. (énfasis en el original)
Además, explicó:
Siempre he sido pacifista, es decir, me he negado a reconocer la fuerza bruta como medio para la solución de los conflictos internacionales. Sin embargo, en mi opinión, no es razonable aferrarse a ese principio de forma incondicional. Hay que hacer necesariamente una excepción si una potencia hostil amenaza con la destrucción total del propio grupo.
En septiembre de 1942, en una carta privada al presidente de la Universidad de Princeton, Einstein criticó a Estados Unidos por no hacer lo suficiente para luchar contra la Alemania nazi. Argumentó que:
"si Hitler no fuera un lunático, podría haber evitado fácilmente la hostilidad de las potencias occidentales" 
Si no fuera por sus amenazas de dominación mundial. Tras la conclusión de la Segunda Guerra Mundial, Einstein volvió a convertirse en un activista constante y declarado de la paz mundial.

### Bomba atómica

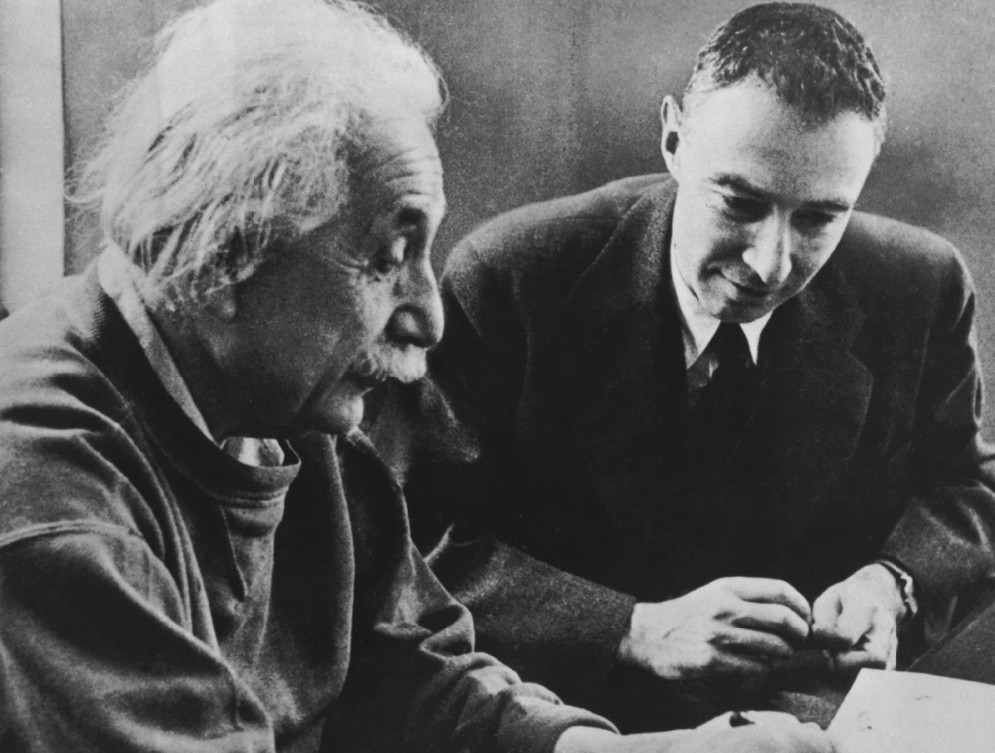
Albert Einstein con Robert Oppenheimer en 1947.

Científicos preocupados, muchos de ellos refugiados en Estados Unidos por el antisemitismo alemán, reconocieron el peligro de que los científicos alemanes desarrollaran una bomba atómica basada en el recién descubierto fenómeno de la fisión nuclear. En 1939, el emigrante húngaro Leó Szilárd, tras no haber conseguido despertar el interés del gobierno estadounidense por sí mismo, colaboró con Einstein en la redacción de una carta dirigida al presidente estadounidense Franklin D. Roosevelt, que Einstein firmó, en la que instaba a coordinar la investigación estadounidense sobre la fisión. El 11 de octubre de 1939, Alexander Sachs, asesor de Roosevelt en asuntos económicos, entregó la carta Einstein-Szilárd y convenció al presidente de su importancia. "Esto requiere acción", dijo Roosevelt a un ayudante, y autorizó un pequeño programa de investigación sobre la viabilidad de las armas nucleares.
Este trabajo fue originalmente bastante modesto y el propio Einstein fue deliberadamente excluido de él. En 1941, el trabajo se aceleró, después de que las conclusiones favorables de un informe del Comité MAUD británico llegaran a los Estados Unidos. Esto llevaría, en 1942, a la creación del Proyecto Manhattan, un esfuerzo científico-industrial-militar masivo para desarrollar bombas atómicas para su uso en la guerra. A finales de 1945, Estados Unidos, con el apoyo del Reino Unido y Canadá, había desarrollado armas nucleares operativas y las utilizó sobre las ciudades japonesas de Hiroshima y Nagasaki.
El propio Einstein no desempeñó ningún papel en el desarrollo de la bomba atómica más allá de la firma de la carta, aunque sí ayudó a la Marina de los Estados Unidos con algunas cuestiones teóricas no relacionadas en las que estaba trabajando durante la guerra.

Según Linus Pauling, Einstein se arrepintió más tarde de su carta a Roosevelt, añadiendo que Einstein había justificado originalmente su decisión por el mayor peligro de que la Alemania nazi desarrollara primero la bomba. En 1947, Einstein declaró a la revista Newsweek que:
"si hubiera sabido que los alemanes no conseguirían desarrollar una bomba atómica, no habría hecho nada".
Ese mismo año, escribió un artículo para The Atlantic Monthly en el que sostenía que Estados Unidos no debía intentar conseguir un monopolio atómico y que, en cambio, debía dotar a las Naciones Unidas de armas nucleares con el único fin de mantener la disuasión. Einstein también dijo durante este periodo.
"Como no preveo que la energía atómica vaya a ser una gran bendición durante mucho tiempo, tengo que decir que por el momento es una amenaza. Tal vez sea bueno que lo sea. Puede intimidar a la raza humana para que ponga orden en sus asuntos internacionales, lo que sin la presión del miedo, sin duda no haría".
A Einstein se le atribuyen a menudo variaciones de la siguiente cita:
"No sé cómo se librará la Tercera Guerra Mundial, pero puedo decir lo que utilizarán en la Cuarta: palos y piedras".
No hay constancia de que Einstein pronunciara la cita, aparte de las anécdotas de sus compañeros.

## Humanitarismo
Einstein participó en el congreso de 1927 de la Liga contra el Imperialismo en Bruselas.  Einstein también se reunió con muchos humanistas y personas de vocación humanitaria, como Rabindranath Tagore, con quien mantuvo extensas conversaciones en 1930 antes de abandonar Alemania.